# A15 phase

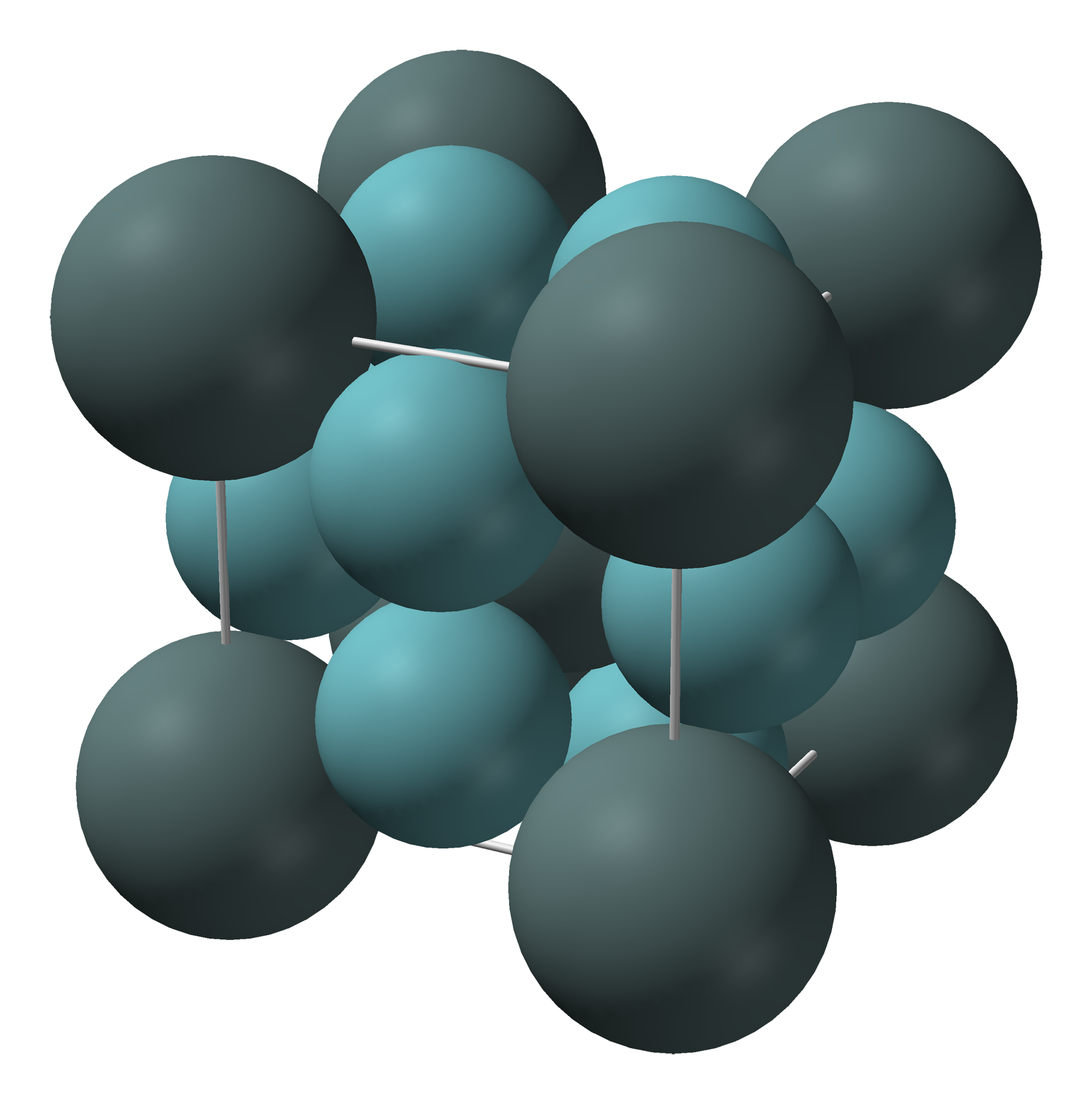
A15 phase 중 하나인Nb_{3}Sn의 단위 셀

A15 phases(β-W 혹은 Cr3Si 로도 알려짐)는 A3B (여기서 A는 전이 금속, B는 어떤 원소이든 가능하다.)의 조성으로 만들어져있으며, 특정한 구조를 가진 합금이다. 이중 많은 합금이 20K 근처에서 초전도를 나타내고 있으며, 10테슬라 가량의 자기장을 견디는 것으로 알려져있다. 이 종류의 초전도는 (타입-II 초전도) 몇 가지 실용적인 응용이 가능하여, 중요한 연구 분야이다.

## 관련 도서
- Graef, Marc De; McHenry, Michael E (2007). 《Structure of materials: an introduction to crystallography, diffraction and symmetry》. 518–521쪽. ISBN 9780521651516.
- Sauthoff, G (1995). 《Intermetallics》. 95–97쪽. ISBN 9783527293209.

## 예시
- 바나듐-실리콘
- 바나듐-갈륨
- 니오븀-저머늄
- 니오븀-주석

## 같이 보기
- 웨이어-펠란 구조